# فرودگاه آبی دریاچه ویلیامز
فرودگاه آبی دریاچه ویلیامز (به انگلیسی: Williams Lake Water Aerodrome) یک فرودگاه همگانی است که یک باند فرود آب دارد. این فرودگاه در کشور استرالیا قرار دارد و در ارتفاع ۵۶۷ متری از سطح دریا واقع شده است.